# Pałac Czartoryskich w Starym Sielcu
Pałac Czartoryskich w Starym Sielcu – nieukończony pałac Czartoryskich w  Starym Sielcu, nazywany również zamkiem.  Zaprojektowany przez  Rogera Sławskiego w stylu historyzmu, budowany w latach 1911-1914.

## Historia
Pierwszy dwór w Starym Sielecu powstał w latach 90. XVIII w, a kolejny, zachowany do dziś obiekt wybudowano na pocz. XIX w. W 1884 r. Stary Sielec znalazł się w rękach Czartoryskich. W 1911 r. książę Olgierd Czartoryski podjął decyzję o budowie w Starym Sielcu nowego pałacu przeznaczonego na okazałą, reprezentacyjną siedzibą rodową w związku z planowanym ślubem z arcyksiężniczką Mechtyldą, córką Karola Stefana Habsburga, który odbył się 11 stycznia 1913 r.. Pałac zaprojektował architekt Roger Sławski w stylu schyłkowego historyzmu z elementami nawiązującymi do średniowiecznej i renesansowej architektury zamkowej. Ostateczną formę rezydencji wybrał sam właściciel majątku spośród dwóch zachowanych wersji projektu.
Budowa rezydencji została przerwana na etapie stanu surowego w związku z wybuchem I wojny światowej, a po jej zakończeniu nie została wznowiona z powodu złej sytuacji gospodarczej. W 1922 r. książę Czartoryski kupił majątek w Baszkowie, do którego przeniósł swoją siedzibę. Po wybuchu II wojny światowej cały jego majątek został skonfiskowany przez niemieckich okupantów, a następnie znacjonalizowany w PRL i przeszedł na rzecz Skarbu Państwa. W latach 90. pałac został przekazany spadkobiercom pierwotnych właścicieli, którzy podjęli prace budowlane i remontowe.
Nieukończony pałac był rozkradany i niszczony przez wandali. Na początku 2012 r. z budynku wykradziono niemal pół tony miedzianych elementów opierzenia o łącznej wartości ponad 20 tys. zł. Trzej sprawcy kradzieży zostali zatrzymani przez Policję.
13 marca 2018 r. założono Stowarzyszenie Przyjaciół Pałacu w Starym Sielcu, które ma na celu ratowanie niszczejącej rezydencji.

## Architektura
Pałac zlokalizowano na południe od dworu i folwarku, nad stawem w południowo-wschodniej części parku krajobrazowego. Zbudowany został na planie prostokąta z dwoma wewnętrznymi dziedzińcami i zwartą, trójkondygnacyjną bryłą nakrytą wysokimi dachami. Pośrodku elewacji frontowej umieszczono trójosiowy, zwieńczony szczytem, pseudoryzalit z głównym wejściem do wielkiej sieni, a w narożnikach dwie okrągłe w planie wieże z hełmami. W środkowej części elewacji od strony parku usytuowany jest pięcioarkadowy ganek z tarasem na piętrze. Otwory okienne i drzwiowe, zwieńczone półkoliście w przyziemiu i prostokątne na wyższych kondygnacjach, tworzą regularny, osiowy rytm elewacji. W wielkiej sieni znajdują się trójbiegowe schody wsparte na  toskańskich kolumnach, które miały łączyć pomieszczenia reprezentacyjne planowane na parterze z prywatnymi apartamentami właścicieli, położonymi na wyższych kondygnacjach. Z okien pałacu roztacza się widok na okoliczne pola oraz panoramę Jutrosina z sylwetką kościoła św. Elżbiety ufundowanego przez Czartoryskich.
Podczas budowy pałacu zastosowano nowoczesne jak na owe czasy konstrukcje: stropy ceramiczne o rozpiętościach dochodzących do 8-10 m, żelbetowe schody, a także nadproża Kleina. Kubatura budynku wynosi 12 800 m³.